# Castillo Hara
El castillo Hara (原城 Hara jō?) fue un castillo japonés ubicado en la provincia de Hizen.
Este castillo fue utilizado como base por los rebeldes cristianos liderados por Amakusa Shirō durante la rebelión de Shimabara (1637-1638), donde fueron asediados por las fuerzas del shogunato Tokugawa.